# Ромітан – Алат – Каракуль
Ромітан — Алат — Каракуль — газопровід в Узбекистані.
Повз Бухару проходить газотранспортний коридор Газлі – Каган, при цьому в районі Ромітан (кілька кілометрів на північний захід від Бухари) починається відгалуження, що прямує до розташованих за понад сім десятків кілометрів міст Каракуль та Алат. Перший газопровід на цьому маршруті спорудили в 1986-му, всього ж тут проклали дві нитки діаметром по 325 мм.
У 2020-му завершили проєкт, за яким на перших 38 кілометрах траси дві старі нитки замінили однією діаметром 720 мм.
Можливо також відзначити, що в першій половині 2020-х узялись за розвиток індустріальної зони Каракуль, серед компанії якої буде комплекс виробництва олефінів, який потребуватиме 1,3 млрд м3 газу на рік.